# 第39独立沿岸防衛旅団 (ウクライナ海兵隊)
第39独立沿岸防衛旅団（だい39どくりつえんがんぼうえいりょだん、ウクライナ語: 39-та окрема бригада берегової оборони）は、ウクライナ海兵隊の旅団。第30海兵軍団隷下。

## 概要

### ロシアのウクライナ侵攻

ウクライナ領土防衛隊第126独立領土防衛旅団章

2022年3月23日、ロシアのウクライナ侵攻の影響に伴い、第126独立領土防衛旅団としてオデッサ州オデッサで創設され、5月に団員がオデッサの陣地要塞化中に紀元前4～5世紀のアンフォラを発掘したため、オデッサ考古学博物館に寄贈した。

#### 南部・ヘルソン戦線

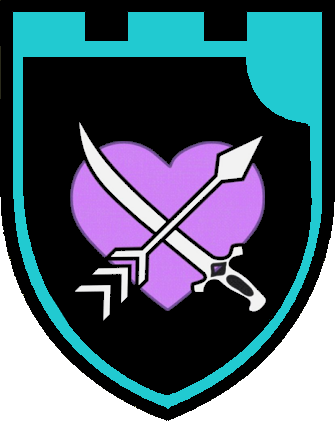
ウクライナ領土防衛隊第126独立領土防衛旅団章（非公式）

第126独立領土防衛旅団旗

2022年7月、南部ヘルソン州に再配置され、ベリスラウ方面で攻勢を開始し、11月にダヴィディウ・ブリド、ヘルソンを解放してロシア軍はドニエプル川西岸から撤退した。

#### 東部・スヴァトヴェ-クレミンナ戦線
2023年6月、東部ルハーンシク州セヴェロドネツィク地区に再配置され、クレミンナ西のリマン方面に展開した。

#### 南部・ドニエプル川戦線

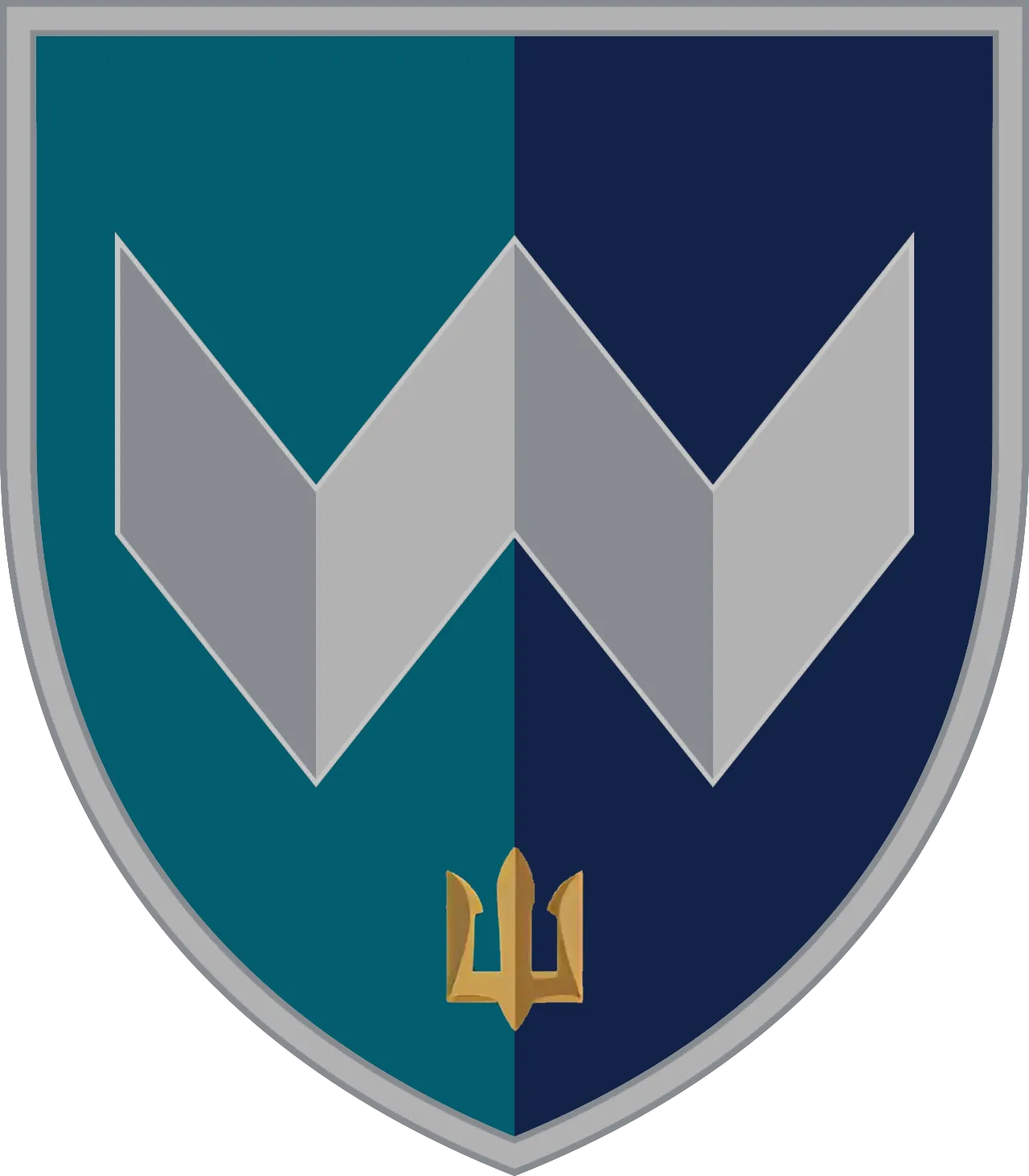
ウクライナ海兵隊第126独立領土防衛旅団章

2023年10月、南部ヘルソン州に再配置され、第222大隊がドニエプル川東岸に展開した。
2024年4月、ウクライナ海兵隊に編入し、海兵隊司令部隷下に配属された。

#### 東部・バフムート戦線
2024年5月、第223大隊が激戦地の東部ドネツィク州バフムート地区に再配置され、バフムート西のチャシウ・ヤール方面の森で第225独立強襲大隊と共にロシア軍に包囲されたが、ドローンで補給を受けられたことで70日間戦線を維持し、7月に第24独立機械化旅団の攻勢で解囲された。
2024年9月30日、ウォロディミル・ゼレンスキー大統領より、勇気と勇敢さに対する栄誉賞を授与された。
2025年3月、機械化に伴い、第39独立沿岸防衛旅団に改編された。

## 編制
- 旅団司令部（オデッサ）
- 第1沿岸防衛大隊
- 第2沿岸防衛大隊
- 第3沿岸防衛大隊
- 第4沿岸防衛大隊

## 2022年編制
- 旅団司令部（オデッサ）
- 第220独立領土防衛大隊
- 第221独立領土防衛大隊
- 第222独立領土防衛大隊
- 第223独立領土防衛大隊
- 第224独立領土防衛大隊
- 第245独立領土防衛大隊
- 第246独立領土防衛大隊

- 火力支援中隊
- 迫撃砲中隊
- 対破壊工作中隊
- 戦闘・後方支援隊
- 衛生隊